# Robsonius thompsoni
A Robsonius thompsoni a verébalakúak (Passeriformes) rendjébe, ezen belül a tücsökmadárfélék (Locustellidae) családjába és a Robsonius nembe tartozó faj. 20-22 centiméter hosszú. A Fülöp-szigetekhez tartozó Luzon-sziget északkeleti részének nedves trópusi erdőiben él. Többnyire rovarokkal táplálkozik.

## Fordítás
- Ez a szócikk részben vagy egészben  a   Sierra Madre ground warbler című angol Wikipédia-szócikk fordításán alapul.  Az eredeti cikk szerkesztőit annak laptörténete sorolja fel. Ez a jelzés csupán a megfogalmazás eredetét és a szerzői jogokat jelzi, nem szolgál a cikkben szereplő információk forrásmegjelöléseként.